# Ljustjärnarna (Ore socken, Dalarna)
Ljustjärnarna är en sjö i Rättviks kommun i Dalarna och ingår i Dalälvens huvudavrinningsområde. Sjön har en area på 0,13 kvadratkilometer och ligger 262,3 meter över havet.

## Delavrinningsområde
Ljustjärnarna ingår i det delavrinningsområde (680666-146169) som SMHI kallar för Mynnar i Orsälven. Medelhöjden är 263 meter över havet och ytan är 6,41 kvadratkilometer. Räknas de 20 avrinningsområdena uppströms in blir den ackumulerade arean 142,7 kvadratkilometer. Stråån (Tansån) som avvattnar avrinningsområdet har biflödesordning 3, vilket innebär att vattnet flödar genom totalt 3 vattendrag innan det når havet efter 392 kilometer. Avrinningsområdet består mestadels av skog (78 procent). Avrinningsområdet har 0,27 kvadratkilometer vattenytor vilket ger det en sjöprocent på 4,1 procent.